# Исикава, Ёдзо
Ёдзо Исикава (яп. 石川 要三, 6 июля 1925 года, Токио — 21 июня 2014 года, там же) — японский государственный деятель, директор Управления национальной обороны Японии (1990).

## Биография
Окончил Университет Васэда.
В 1967—1975 годах — мэр Оме. В 1976 году был избран в Палату представителей, принадлежал к фракции Фукуды.
В Либерально-демократической партии принадлежал к фракции, возглавлявшейся Ёхэйем Коно.
- 1983 год — парламентский заместитель главы МИД,
- 1984 год — назначен главой международного комитета ЛДП,
- 1986—1987 годы — глава аппарата Палаты представителей,
- 1990 год — директор Управления национальной обороны Японии в кабинете Тосики Кайфу.

В 2003 году заявил об уходе из политики и отказался от переизбрания в Палату представителей.